# Buysse (patronyme)
 (janvier 2019).
Si vous disposez d'ouvrages ou d'articles de référence ou si vous connaissez des sites web de qualité traitant du thème abordé ici, merci de compléter l'article en donnant les références utiles à sa vérifiabilité et en les liant à la section « Notes et références ».
Pour les articles homonymes, voir Buysse.
Le patronyme flamand Buysse a différentes origines. Une des origines qui semblent avérées est celle le reliant à "buis" aussi orthographié "buys" parfois au pluriel "buijzen" et désignant un bateau à voile servant à la pêche au hareng.
Il convient en effet de prendre en considération l'ancienne orthographe flamande (avant l'introduction du néerlandais normalisé) : il existait une forme ponctuée de "y" (parfois orthographiée "ij") offrant une claire distinction avec le "i" surtout dans les diphtongues. Cette origine du patronyme peut être mise en lien à l'origine de la plupart des Buysse qui se situe en Flandres occidentale (côté de la Mer du Nord) et la présence dans les armoiries familiales de certaines familles de bateaux à voile. 
La liste des déclinaisons du patronyme fournie ci-dessous est toutefois basée sur la prononciation mais non sur l'usage. 
Par exemple, le patronyme néerlandais Buis, quant à lui, semble provenir du prénom germanique Buso ou Boso. Il se retrouve également dans les toponymes Buizingen et Buizegem. La forme latine du patronyme (utilisée durant la Renaissance) est Busaeus.
Il peut se décliner :
- avec le diphtongue -ui-, -uy-, -uij-, -uey- ou un -u- simple
- avec un -s, -se, -sse- ou -ze final
- avec un -n final complémentaire
- avec un suffixe génitif -s complémentaire

| variante | avec -e | avec -sse | avec -n                 | avec -ze | avec -zen |
| -------- | ------- | --------- | ----------------------- | -------- | --------- |
| Buis     | Buise   | Buisse    |                         | Buize    | Buizen    |
| Buys     | Buyse   | Buysse    | Buysen Buysens Buyssens | Buyze    | Buyzen    |
| Buijs    | Buijse  | Buijsse   | Buijsen                 | Buijze   | Buijzen   |
|          | Buse    |           |                         | Buze     |           |

Autres variantes :
- Bueys
- Buissink